# Мэдден, Джон (режиссёр)
Джон Мэдден (англ. John Madden; род. 8 апреля 1949) — британский кинорежиссёр. Его фильм «Влюблённый Шекспир» получил семь премий «Оскар», сам Мэдден за режиссёрскую работу картины выдвигался на эту же премию.

## Биография
Родился 8 апреля 1949 года в Хэмпшир. В 1970 окончил Кембридж. В Англии работал в театре, затем в середине 1970-х уезжает в США. По возвращении на родину, уже в 80-х, начал работать на телевидении. В качестве кинорежиссёра дебютировал в начале 90-х.
Признание пришло к Мэддену во второй половине 1990-х. В 1997 он снял фильм «Миссис Браун» о королеве Виктории с Джуди Денч в главной роли, а через год снял комедию «Влюблённый Шекспир». Последний фильм получил 13 номинаций и семь статуэток «Оскар», в том числе как лучший фильм года. Мэдден также был номинирован за лучшую режиссуру, однако «Оскар» отошёл Стивену Спилбергу за фильм «Спасти рядового Райана». Также «Влюблённый Шекспир» получил «Серебряного медведя» на 49-м Берлинском международном кинофестивале.
В последующие годы работал над такими фильмами, как «Выбор капитана Корелли» (2001), с Пенелопой Крус и Николасом Кейджем в главных ролях, а также психологической драмой «Доказательство» (2005) с Энтони Хопкинсом в роли выдающегося математика и Гвинет Пэлтроу, играющей его дочь.

## Фильмография
- 1993 — Итэн Фроум
- 1994 — Золотые ворота
- 1997 — Миссис Браун
- 1998 — Влюблённый Шекспир
- 2001 — Выбор капитана Корелли
- 2005 — Доказательство
- 2008 — Киллер
- 2011 — Расплата
- 2012 — Отель «Мэриголд». Лучший из экзотических
- 2015 — Отель «Мэриголд». Заселение продолжается
- 2017 — Мисс Слоун
- 2022 — Операция «Мясной фарш»